# IC 5270
IC 5270 је спирална галаксија у сазвјежђу Јужна риба која се налази на листи објеката дубоког неба у Индекс каталогу.
Деклинација објекта је - 35° 51' 28" а ректасцензија 22h 57m 55,0s. Привидна величина (магнитуда) објекта IC 5270 износи 12,3 а фотографска магнитуда 13,0. Налази се на удаљености од 21,600 милиона парсека од Сунца. IC 5270 је још познат и под ознакама ESO 406-33, MCG -6-50-18, IRAS 22551-3607, PGC 70117.